# Cowra
Cowra ist eine Kleinstadt im westlichen Zentrum von New South Wales, Australien und liegt am Lachlan River. Sie befindet sich etwa 330 km westlich von Sydney und 200 km nördlich der australischen Hauptstadt Canberra und hat 8.254 Einwohner (2021). Sie nennt sich die Stadt der Weltfreundschaft (Centre of World Friendship). Dies ist auch damit begründet, da sich die Bevölkerung aus mehr als 50 Nationen zusammensetzt.
Der ursprüngliche Name von Cowra war Coura Rocks, wohl der Name einer frühen an dieser Stelle existierenden Kuhtränke. Sie lag in der Nähe einer Furt, an der der Lachlan River sicher überquert werden konnte. Die mittlere Temperatur liegt im Sommer (Januar) bei durchschnittlich 30,8 °C und im Winter (Juli) bei 3,6 °C.
Cowra ist Hauptort und Verwaltungssitz des Verwaltungsgebiets Cowra Shire.

## Geschichte
Die Gegend von Cowra wurde ursprünglich von den Wiradjuris besiedelt, einem Aboriginestamm. Die ersten weißen Entdecker, angeführt von George William Evans, erkundeten das Gebiet ab dem Jahre 1815 und stuften es schließlich 1817 als für Weiße nicht besiedelbar ein. Dennoch wurde dort kurz darauf ein Militärdepot eingerichtet. Im Jahr 1831 kamen aus Bathurst die ersten Siedler in das Gebiet. Nach 1835 verstärkten sich die weißen Siedlungsaktivitäten, so dass 1840 Coura Rocks zur Siedlung erklärt werden konnte. Ab 1847 sprach man dann von Cowra, dem heutigen Namen der Stadt. Im Jahr 1849 erreichte Cowra bereits den Status einer Ortschaft. In den 1850er Jahren kamen viele Goldsucher auf dem Weg zu aussichtsreichen Schürfgegenden durch die Ortschaft. 1857 wurde die erste Schule eröffnet und ab 1870 gab es die erste feste Brücke über den Lachlan River. Der Endpunkt der Eisenbahntrasse von Sydney erreichte Cowra 1886. Kurze Zeit später, im Jahr 1888, wurde der Ortschaft die lokale Selbstverwaltung gewährt. Ab 1901 gab es ein eigenes Fernsprechamt. 1909 wurde die Wasserversorgung, 1912 die Gasversorgung und ab 1924 die Elektrizitätsversorgung des Ortes hergestellt. Sowohl das Städtchen Cowra, wie auch der gesamte umgebende Distrikt, profitierten ab Ende 1920er Jahre vom Bau des Wyangala Damms oder vom Vorhandensein eines militärischen Übungslagers sowie später von einem Kriegsgefangenenlager.

## Kriegsgefangenenlager
Während des Zweiten Weltkrieges war Cowra Standort eines australischen Kriegsgefangenenlagers. Die meisten Gefangenen waren überwiegend japanische aber auch italienische Militärangehörige.
Am 5. August 1944 beteiligten sich mindestens 545 Japaner an einem Massenausbruch aus dem Lager. Gleichzeitig begingen weitere japanische Gefangene, die innerhalb des Lagers verblieben waren, Selbstmord oder wurden von ihren Kameraden hingerichtet. Die Ausgebrochenen stürmten mit ihren improvisierten Waffen chancenlos MG-Nester, die sich in der Nähe befanden. Der damalige australische Premierminister John Curtin kommentierte dieses Vorgehen als „selbstmörderische Verachtung des Lebens“ (suicidal disregard of life). Während des Ausbruchs und der anschließenden Wiedergefangennahme verloren vier australische Wachmänner und 231 Japaner ihr Leben. Weitere 108 Japaner wurden verwundet. Bei diesem Ereignis handelt es sich vermutlich um einen der größten Kriegsgefangenenausbrüche der Weltgeschichte.
Der heutige japanische Garten in Cowra, von Ken Nakajama im Stile der Edo-Zeit konzipiert, wurde im Jahre 1979 eröffnet und dient dem Gedenken an den Gefangenenausbruch von 1944. Im Jahr 1992 wurde dort eine der Weltfriedensglocken errichtet.

## Sehenswürdigkeiten

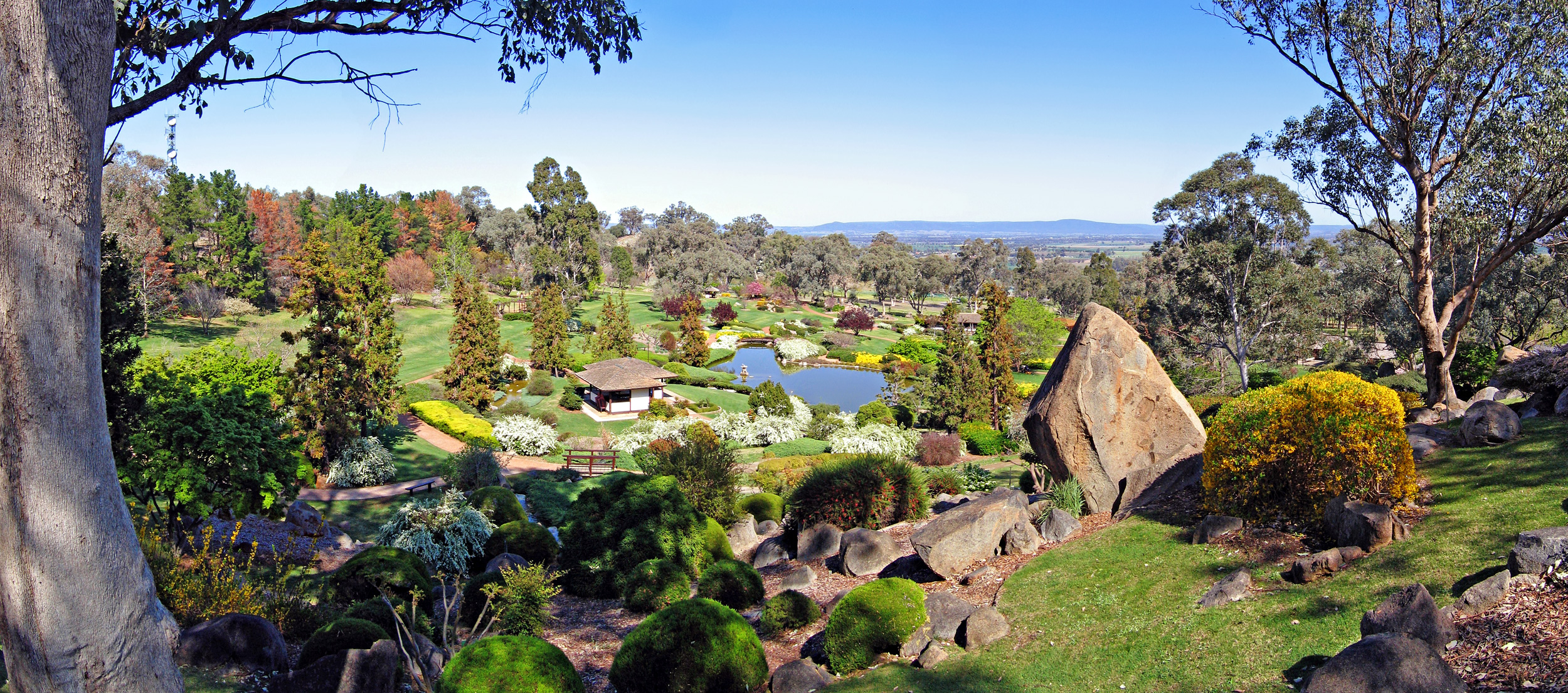
Der Japanische Garten in Cowra (Frühjahr 2006)

- Cowra Japanese Garden & Cultural Centre (Japanischer Garten)
- Japanese & Australian War Cemeteries (Soldatenfriedhof)
- Australia's World Peace Bell (Friedensglocke)
- Cowra Rose Garden (Rosengarten)
- Cowra Art Gallery
- Cowra Fun Museum
- Lachlan Valley Railway

## Söhne und Töchter der Stadt
- Ellie Carpenter (* 2000), Fußballspielerin
- Isabel Coe (1951–2012), Elder der Wiradjuri
- Paul Coe (1949–2025), Aborigine der Wiradjuri, politischer Aktivist und Rechtsanwalt
- Murray Cook (* 1960), Musiker und Mitglied von The Wiggles